# ドシャブリ (平井堅の曲)
「ドシャブリ」は、日本の歌手、平井堅の4枚目のシングル。1996年8月21日に発売された。
累計出荷枚数は1万枚。

## 収録曲
| 全作詞・作曲: 平井堅、全編曲: 松浦晃久。 |                                      |        |            |      |
| #                                        | タイトル                             | 作詞   | 作曲・編曲 | 時間 |
| 1.                                       | 「ドシャブリ」                       | 平井堅 | 平井堅     | 5:21 |
| 2.                                       | 「Go Ahead」                         | 平井堅 | 平井堅     | 5:27 |
| 3.                                       | 「ドシャブリ」(オリジナル・カラオケ) | 平井堅 | 平井堅     | 5:21 |